# Sparatoria di Praga del 2023
La sparatoria di Praga del 2023, anche nota in ambito giornalistico come Strage di Praga, fu una sparatoria avvenuta il 21 dicembre 2023 a Praga, in Repubblica Ceca, nella facoltà di lettere e filosofia dell'Università Carolina, nel centro città. Il responsabile della sparatoria, il ventiquattrenne David Kozák uccise 15 persone e ne ferì altre 25, per poi togliersi la vita.
La sparatoria di Praga è l'omicidio di massa più letale dalla fondazione della Repubblica Ceca nel 1993 ed una delle sparatorie più letali in Europa dopo gli attentati di Parigi del 13 novembre 2015.

## Eventi

### Omicidi nella riserva naturale della foresta di Klánovice
Il 15 dicembre 2023, un uomo di 32 anni e la figlia di due mesi furono uccisi a colpi d'arma da fuoco nella foresta di Klenovice, alla periferia orientale di Praga. La polizia condusse una ricerca approfondita dell'intera foresta con centinaia di agenti, mentre è stata istituita una task force speciale per trovare il colpevole. Il 20 dicembre, la polizia dichiarò di non avere nessun indizio sul caso, ma di continuare a cercare il colpevole. Il sito web ceco specializzato in armi da fuoco zbrojnice.com fece notare una somiglianza del caso con gli omicidi del 2005 del "Killer della foresta", in cui un ex agente di polizia uccise tre vittime casuali nelle foreste in preparazione di un omicidio di massa pianificato nella metropolitana di Praga, impedito dal suo precoce arresto. Cinque ore dopo l'attacco all'università, la polizia rese noto di aver trovato in casa di David Kozák delle prove che lo collegano agli omicidi della foresta di Klánovice. Più tardi, il 22 dicembre, la polizia confermò che un'arma da fuoco trovata a casa di Kozák aveva una corrispondenza balistica con i proiettili usati nella riserva naturale della foresta di Klánovice.

### L'omicidio a Hostouň e la caccia all'uomo

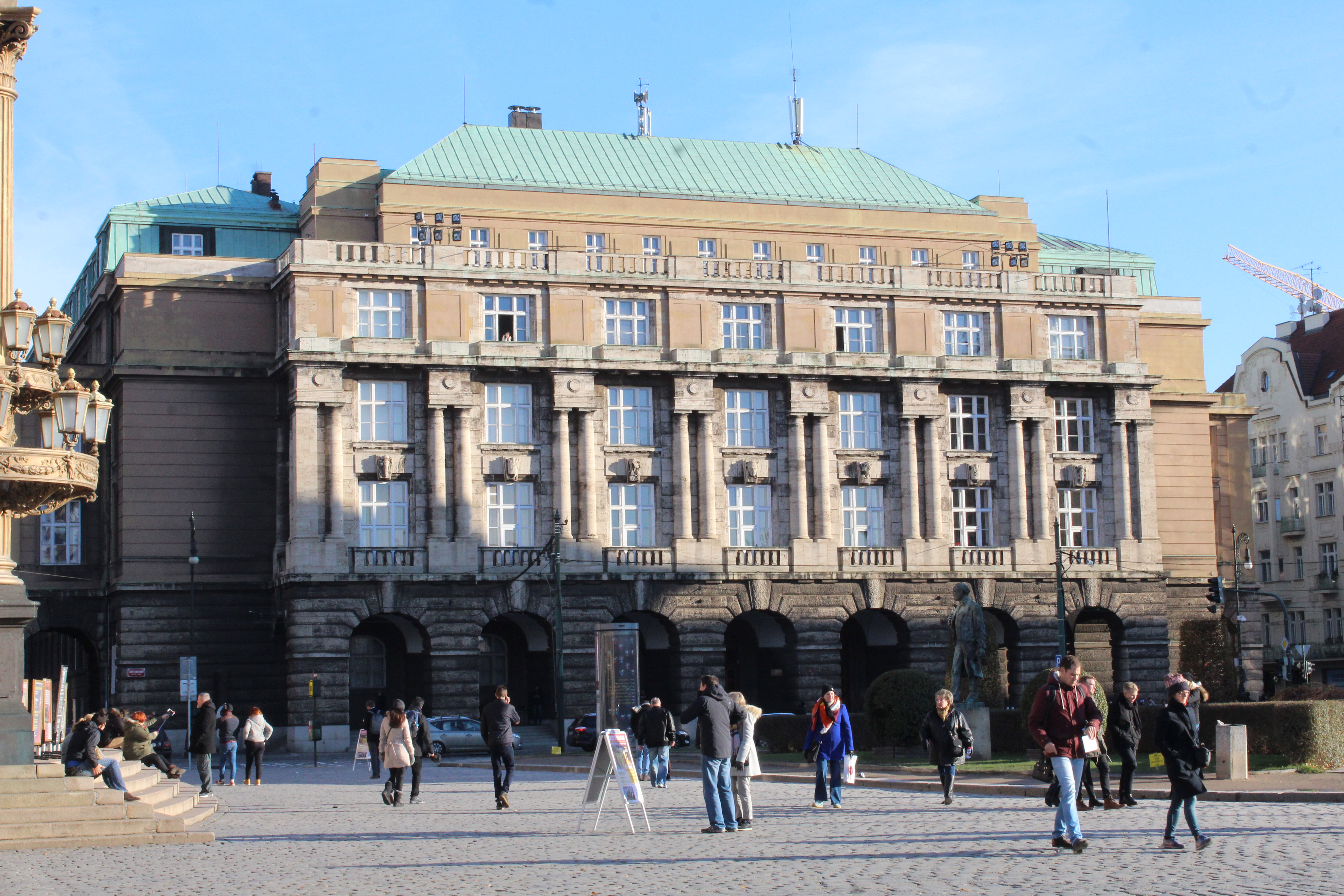
La facoltà d'arte dell'Università Carolina

Il 21 dicembre 2023, alle 12:20, la polizia della Boemia Centrale fu allertata dalla madre di David Kozák, che disse di aver ricevuto un messaggio da un amico, che l'avvertiva che il figlio aveva intenzione di togliersi la vita e che era in viaggio verso Praga. Alle 12:45 la polizia trovò il corpo del padre di Kozák nella sua abitazione. Una ricerca approfondita della casa è stata ostacolata da ordigni esplosivi improvvisati, rimasti tuttavia inattivi. La polizia ha scoperto che Kozák era uno studente della facoltà di lettere dell'Università Carolina. Subito dopo è stato emesso e pubblicato un mandato di perquisizione che indicava che Kozák era armato e pericoloso. La polizia ha anche avviato un'operazione di sicurezza all'aeroporto di Praga, dove lavorava il padre di Kozák. Nel frattempo, diverse unità di polizia furono inviate ad evacuare l'edificio della facoltà di lettere e filosofia a Celetná, dove si pensava che Kozák fosse presente in un'aula. L'evacuazione è terminata alle 14:22, ma Kozák non fu trovato nell'edificio né nelle sue vicinanze.

### La sparatoria
Alle 14:59, mentre la caccia all'uomo continuava, la polizia ricevette le prime chiamate per una sparatoria nell'edificio principale della facoltà di lettere e filosofia in Piazza Jan Palach, a dodici minuti a piedi dall'edificio evacuato a Celetná. Kozák aprì il fuoco all'interno dei corridoi e delle aule del quinto piano dell'edificio, mentre il personale e gli studenti si barricarono nelle stanze utilizzando i mobili. Molti di coloro che si trovavano all'interno sono fuggiti dall'edificio saltando su una terrazza sul tetto dai cornicioni esterni. Le prime unità armate di polizia raggiunsero l'edificio alle 15:05. Dopo l'arrivo della polizia, non sono stati uditi spari all'interno dell'edificio. Sulla base delle informazioni fornite dagli studenti, i poliziotti hanno cercato il colpevole ai piani superiori, mentre altri agenti hanno iniziato a evacuare gli studenti dai piani inferiori al Rudolfinum, dall'altra parte della strada. Le autorità riferirono di aver visto "mucchi di munizioni" all'interno dei corridoi dell'edificio, aggiungendo che Kozak aveva portato diverse armi all'interno dell'università. I servizi di emergenza della città hanno anche dispiegato un gran numero di ambulanze sulla scena. Gli agenti di polizia stavano cercando l'attentatore ai piani superiori quando, alle 15:11, sono stati avvertiti che stava sparando a gente a caso dal tetto. Gli spari hanno anche causato il panico all'esterno, con la folla che è fuggita dal Ponte Carlo. La polizia ha perso un po' di tempo a cercare un'entrata verso il tetto, poiché non era segnalata e l'intera area era difficile da percorrere. Nel frattempo, l'attentatore è stato impegnato dagli agenti che gli sparavano dal livello della strada. Alle 15:20, Kozák si è tolto la vita sul tetto dell'edificio. La polizia ha poi perquisito Piazza Jan Palach e un balcone alla ricerca di esplosivi. Oltre 200 agenti di polizia hanno partecipato all'azione nell'edificio e nelle sue vicinanze. Jiří Forman, un reporter che riprese gran parte dell'accaduto, quando l'attentatore si iniziò a sparare dal tetto, si mise al riparo e iniziò a gridare a Kozák di sparare nella sua direzione, nel tentativo di far guadagnare tempo agli studenti che stavano evacuando l'edificio.

## Il responsabile
Un agente di polizia dell'Interpol di Praga ha identificato l'autore come David Kozák, uno studente ventiquattrenne di Hostouň, a 21 chilometri da Praga, che si era laureato con un bachelor's degree in storia e studi europei presso la Facoltà di Lettere e Filosofia dell'Università Carolina. La polizia ha dichiarato che l'autore non aveva precedenti penali. Il capo della polizia ceca, Martin Vondrášek, ha dichiarato che Kozák aveva un porto d'armi e possedeva otto armi da fuoco. Un account Telegram a lui attribuito conteneva scritti in russo fluente, che inneggiavano a due russi, autori di sparatorie di massa, Ilnaz Galyaviev e Alina Afanaskina, e descrivevano tendenze suicide. Queste informazioni sono state condivise dai media cechi, ma non sono state confermate ufficialmente dalla polizia. Secondo alcuni rapporti, l'account Telegram è probabilmente un falso, in quanto un post è stato modificato dopo la morte del tiratore e i messaggi sono stati probabilmente scritti da un madrelingua russo. Il ministro dell'Interno Vít Rakušan ha dichiarato che non ci sono altri responsabili, ma ha esortato tutti a collaborare con la polizia, aggiungendo che gli investigatori non sospettano un legame ideologico o estremista.

## Dopo la sparatoria

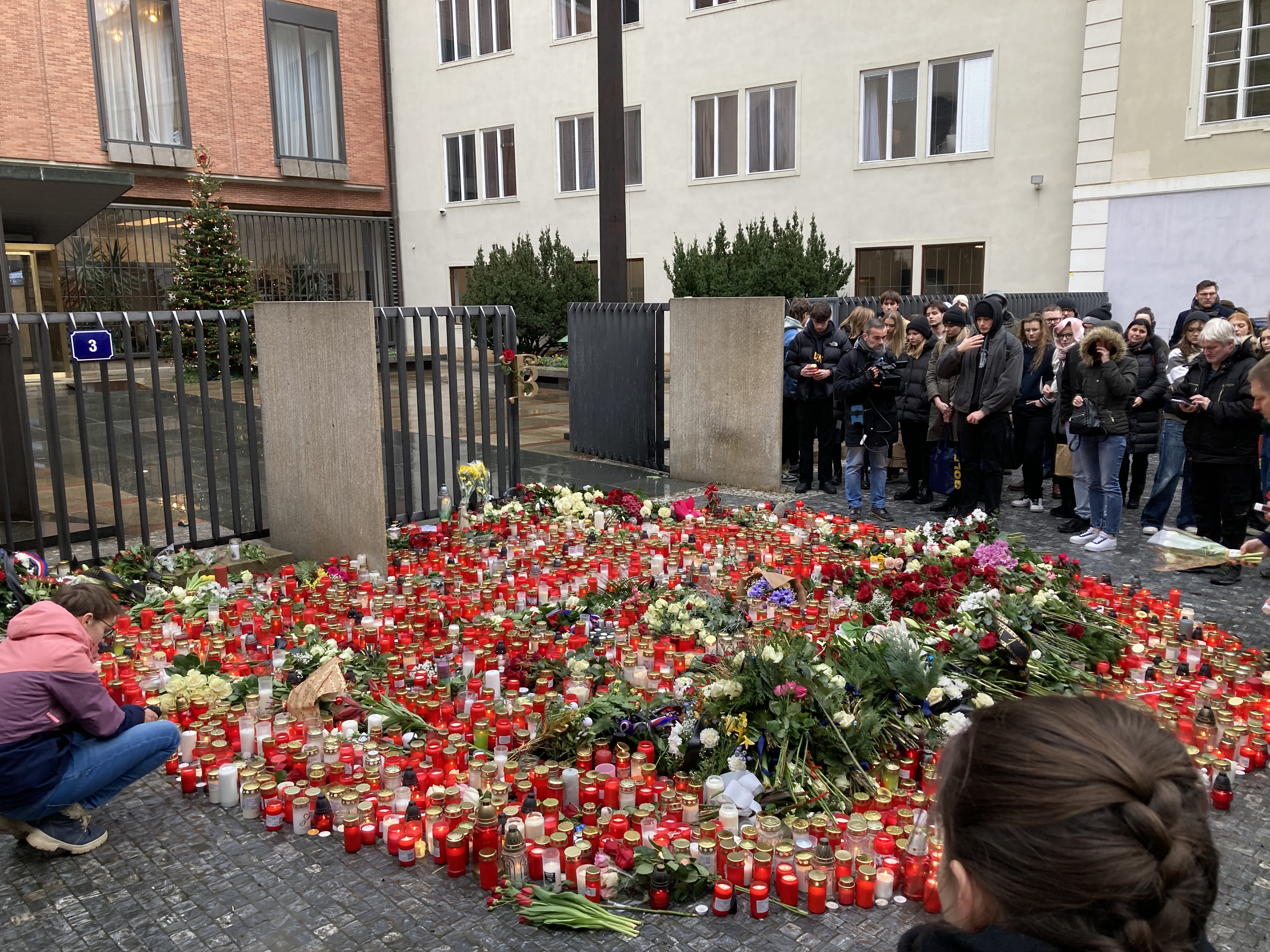
Luogo di commemorazione accanto all'Università Carolina, il giorno dopo l'attentato

La sera dopo l'attacco, i passanti allestirono luoghi di commemorazione con candele e fiori in prossimità del luogo dell'attentato. La fondazione dell'Università Carolina e la comunità di Klenovice hanno annunciato raccolte fondi umanitarie online per aiutare le persone colpite dalla tragedia e le famiglie delle vittime, e diversi eventi sportivi e culturali sono stati annullati, mentre i mercatini di Natale in tutto il paese sono rimasti chiusi. In seguito alla sparatoria, la polizia ha arrestato altre quattro persone sospettate di aver minacciato di organizzare attacchi analoghi o di aver espresso approvazione per l'incidente, mentre la presenza della polizia in alcuni siti selezionati, tra cui le scuole, sarà intensificata fino al 1º gennaio 2024. Le autorità, inoltre, hanno risposto a diversi falsi allarmi su potenziali attacchi in seguito all'incidente, tra cui due bufale legate a bombe lasciate a Praga. In Slovacchia, un uomo di 64 anni di Žilina è stato arrestato dalla polizia dopo aver chiamato i servizi di emergenza e aver detto che intendeva fare "quello che è successo a Praga" la sera dopo l'attacco, e in seguito è stato accusato di aver diffuso un allarme generale e condannato.

## Reazioni

### Reazione interna
Durante una veglia all'Università Carolina tenutasi il 22 dicembre, il rettore Milena Králíčková ha dichiarato che "La comunità accademica è scossa, profondamente scossa". Il primo ministro Petr Fiala ha annullato i suoi incontri programmati a Olomouc per recarsi a Praga poco dopo la sparatoria. Il presidente Petr Pavel ha espresso le sue "sincere condoglianze" alla famiglia e agli amici delle vittime attraverso i social media, interrompendo anche un viaggio in Francia. Fiala ha poi annunciato una giornata di lutto nazionale per il 23 dicembre, con bandiere a mezz'asta e un minuto di silenzio a mezzogiorno, oltre al suono delle campane per le vittime. Quel giorno si è tenuta anche una messa per le vittime nella Cattedrale di San Vito, alla quale hanno partecipato Pavel, il presidente del Senato Miloš Vystrčil e il presidente della Camera dei Deputati Markéta Pekarová Adamová. 

### Reazione estera
Molti leader internazionali, specialmente europei, hanno espresso il loro cordoglio, tra cui la presidente della commissione europea Ursula von der Leyen, il presidente degli Stati Uniti Joe Biden, il presidente ucraino Volodymyr Zelens'kyj, il primo ministro canadese Justin Trudeau, il presidente slovacco Zuzana Čaputová e il primo ministro Robert Fico, il cancelliere tedesco Olaf Scholz, il primo ministro ungherese Viktor Orbán, il presidente francese Emmanuel Macron, il presidente finlandese Sauli Niinistö, papa Francesco e il presidente di Taiwan Tsai Ing-wen. In tutta l'Unione europea e in tutta la NATO, alle 12 (in Italia alle 13) suonarono le campane per commemorare le vittime della sparatoria.